# لخضر بلومي
لخضر بلومي (ولد في 29 ديسمبر 1958 في مدينة معسكر)، لاعب كرة قدم جزائري ومدير سابق. يعتبر على نطاق واسع أحد أفضل اللاعبين في الجزائر وواحد من أفضل اللاعبين في إفريقيا. يقال أنه مخترع "ممر المكفوفين". حصل على رابع أفضل لاعب أفريقي في القرن بعد جورج وياه، روجيه ميلا وعبيدي بيليه. يحمل الرقم القياسي باعتباره اللاعب الجزائري الأكثر تتويجًا بـ 100 مباراة وطنية (147 مباراة غير معترف بها من قبل الفيفا) وهو أيضًا ثالث أفضل هداف للمنتخب الجزائري برصيد 28 هدفًا( 34 هدفًا لم يعترف بها الفيفا).
فازت الجزائر بأول ظهور لها في المونديال عام 1982 بنتيجة 2-1 بفضل هدف بلومي ضد حامل اللقب منتخب ألمانيا الغربية.

## مسيرته الرياضية
يصنفه بعض الأخصائيين في لعبة الكرة كأحسن لاعب إفريقي القرن ما إذا كان قد لعب في الفرق الأوروبية الكبرى التي طال ما كانت تتمناه، حيث يعد أكثر لاعب تلقى اتصالات عديدة من أكبر الأندية، لعلها أكبر عروض تلقاها لاعب عربي في تاريخ الكرة العربية، ومن بين هذه الأندية، نادي برشلونة، ريال مدريد، يوفنتوس تورينو، باريس سان جيرمان، بايرن ميونخ...إلى آخره.
برز في ناديين هما غالي معسكر ومولودية وهران. شارك في كأس العالم لكرة القدم مرتين، في نهائيات كأس أمم إفريقيا أربع مرات، في نهائيات دورة الألعاب الأولمبية مرة واحدة وفي نهائيات دورة ألعاب البحر المتوسط مرتين. خاض 147 مباراة دولية مع منتخب الجزائر من 1978 إلى 1989 سجل فيها 34 هدف حيث يعتبر ثالث أحسن هداف للمنتخب بعد اسلام سليماني وعبد الحفيظ تاسفاوت، وسجل في الدوري الجزائري أكثر من 200 هدف.
حصل على الكرة الذهبية الإفريقية كأفضل لاعب إفريقي عام 1981.

ويجزم الكثيرون ممن عرفوا لخضر بلومي في الملاعب بأنه من أحسن ما أنجبته الكرة الجزائرية والعالمية حيث لا يوجد لاعب جزائري بمثل مهاراته وفنياته وتحكمه في الكرة. كما أنه تميز باعتراف كبار نجوم العالم على غرار بيليه الذي قال «لو كان بلومي يلعب مع منتخب السامبا لاستطاع الفريق البرازيلي الفوز بكأسي العالم 1982 بإسبانيا و1986 بالمكسيك» وزيكو وسقراط اللذان قالا عنه بعد مباراة الجزائر أمام البرازيل بمونديال المكسيك سنة 1986 «إنه من دهاة القرن في عالم كرة القدم».

## سيرة لخضر بلومي

### البداية
وُلد لخضر بلومي سنة 1958 م بمعسكر في عائلة بسيطة، وهو الابن الأصغر للسيد سي البشير الذي كان يعمل فلاحا.
ولقد بدأ لخضر بلومي ممارسة الكرة في سن مبكر جدا مع صنف الأشبال في نادي أولمبي سامباك بمعسكر. وبعد عام من ذلك صعد إلى صنف الأواسط، ومن هنا بدأت حكاية الساحر الصغير الذي أبهر مدرب الأكابر، مما جعله سنة بعد ذلك يلعب أول مباراة له مع الفريق الأول الذي كان ينشط في الدرجة الثالثة للدوري الجزائري وهو في سن أصغر من سن الأواسط حيث كان عمره يبلغ 12 سنة فقط.

وعندما بلغ 17 سنة، أمضى أول عقد احترافي في خميس مليانة مع نادي صفاء الخميس في الدرجة الثانية على بعد 150 كم عن معسكر، واسترشد اختياره بسبب الحاجة لتقليل العبء على والده بجلب دخل إضافي للأسرة. في نفس العام استدعي للفريق الوطني للأواسط (للشباب) بعدما كان مع منتخب الناشئين منذ 1974. وبعد سنة أمضى مع غالي معسكر حيث لعب موسم واحد، ثم التحق بالنادي الكبير والعريق مولودية وهران تحت قيادة المدرب الكبير سعيد عمارة، وفي نهاية الموسم فاز بلقب هداف البطولة والتحق بالمنتخب الوطني الأول وهو في السن الـ19 حيث أصبح أساسيا، وكان السيد رشيد مخلوفي آنذاك يدرب النخبة الوطنية، وكانت أول مباراة له مع الفريق الوطني الجزائري يوم 22 أكتوبر 1978 في بلانتيري بمالاوي في مباراة ودية أمام منتخب ملاوي والذي انتهى بالتعادل (1-1).

### مع الأندية

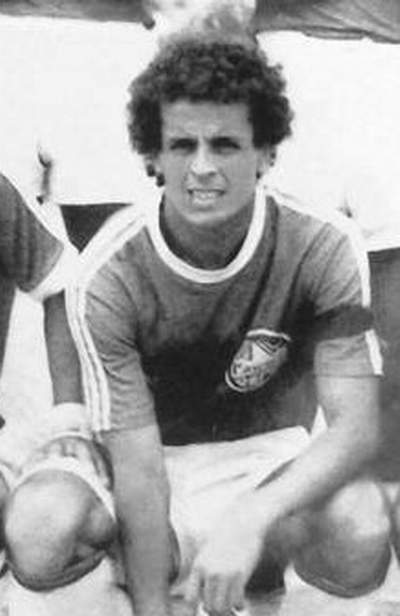
لخضر بلومي مع غالي معسكر (1984)

أما على مستوى النوادي، فما عدى سنتين لعب فيها مع مولودية الجزائر العاصمة ما بين 1979 و1981 عندما أدى خدمته العسكرية، برز مع ناديين هما، غالي معسكر ومولودية وهران. فهو اللاعب الذي استطاع أن يقود وحده نادي غالي معسكر المتواضع إلى الفوز ببطولة الجزائر عام 1984، وأوصله إلى الدور ربع النهائي في كأس أبطال إفريقيا سنة 1985 حيث خسروا ضد نادي بيليما من الكونغو الديمقراطية (زائير سابقا). ولم يشارك بلومي في هذا الدور بعد الإصابة التي تعرض لها في الدور الأول في طرابلس ضد الاتحاد الليبي.

أما مع نادي مولودية وهران الكبير، ففاز معه ببطولة الجزائر سنة 1988، وكان وصيف بطل الجزائر مرتين، سنة 1987 و1990. كما وصل معه إلى نهائي كأس أبطال إفريقيا كوصيف بطل الدورة سنة 1989 ضد الرجاء البيضاوي بعد الانهزام بـ1-0 في الدار البيضاء والفوز 1-0 في وهران، ولكنهم خسروا في ضربات الترجيح 4-2 لصالح الخصم. ورغم هذا عُين نادي مولودية وهران أفضل نادي في تلك الدورة نظرا للمستوى الكبير الذي قدمه، وكان الفريق يضم أسماء كبار إلى جانب لخضر بلومي، مثل الطاهر شريف الوزاني، كريم ماروك، نصر الدين دريد...إلى آخره، وكان ثاني أحسن هجوم، كما فاز بجائزة أفضل نادي إفريقي في ذلك العام.

إلى جانب هذا، احترف لخضر بلومي مرة واحدة في حياته كان مع النادي العربي القطري موسم 1989/1988. واحتل مع الفريق المركز الرابع في الدوري القطري.

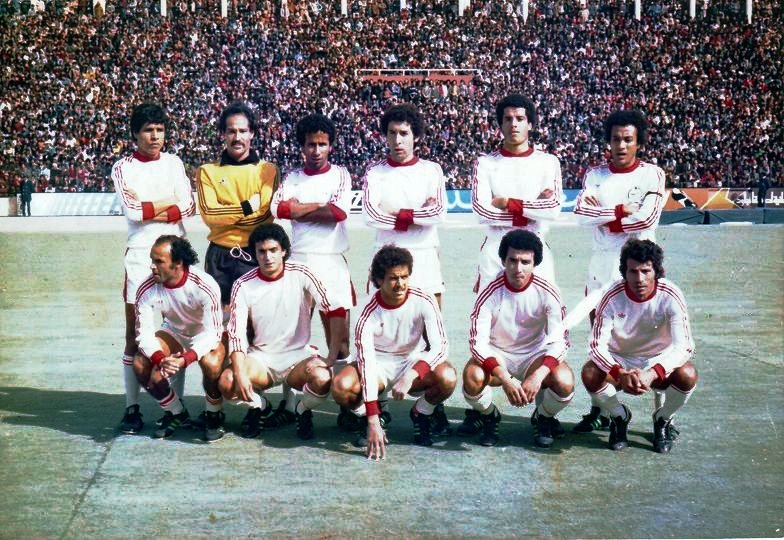
بلومي مع نادي مولودية وهران 1978-1979
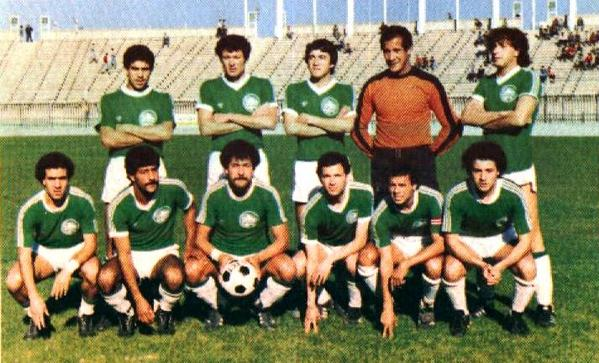
بلومي قائد نادي غالي معسكر 1984

### مع منتخب الجزائر

#### في المنافسات الإقليمية
قاد لخضر بلومي منتخب الجزائر في سبتمبر 1979 في دورة ألعاب البحر المتوسط بسبليت في يوغسلافيا تحت قيادة المدرب محي الدين خالف للفوز بالميدالية البرونزية بعد الفوز على اليونان في اللقاء الترتيبي. وسجل بلومي في الدورة أهداف هامة منها الهدف الذي سجله في المبارة الترتيبية ضد منتخب اليونان. ولقد عُين ثالث أحسن لاعب في هذه البطولة بحصوله على جائزة الذب، رمز هذه الألعاب.

كما شارك بلومي في دورة 1983 بالدار البيضاء مع المنتخب ولكنه خرج في الدور الأول بصعوبة.

#### في المنافسات الأولمبية

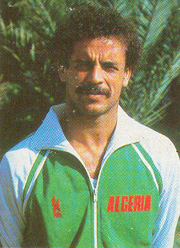
لخضر بلومي (1986)

على الصعيد الأولمبي، ففي ديسمبر 1979 قاد بلومي الفريق الوطني إلى هزم منتخب المغرب بـ5-1 في الدار البيضاء وبـ3-0 في الجزائر العاصمة ضمن الدور الثاني لتصفيات الألعاب الأولمبية 1980 بموسكو مما فتح للمنتخب باب التأهل بعد اعتذار منتخب ليبيا لملاقاة منتخب الجزائر في الدور الثالث والأخير.
وفي شهر يوليو 1980، أقيمت الألعاب الأولمبية في موسكو، واستطاع بلومي قيادة منتخب الجزائر إلى الدور ربع النهائي، نذكر فقط أنه سجل أهداف هامة، منها هدف التعادل ضد المنتخب الإسباني والذي بفضله تأهلت الجزائر إلى دور ربع النهائي. فقد ساهم بالتالي لصنع اسم للمنتخب على الصعيد الدولي وكان بلومي من بين أحسن اللاعبين في الدورة.

كما لا ننسى دوره في وصول المنتخب إلى الدور الأخير في تصفيات قارة إفريقيا مرتين على التوالي بعدما تأهلوا سنة 1980، الأولى في تصفيات أولمبياد لوس أنجليس 1984 ضد منتخب مصر، والثانية في تصفيات سيول 1988 ضد منتخب نيجيريا.

#### في المنافسات الإفريقية
على المستوى الإفريقي، شارك بلومي في أربع نهائيات لكأس أمم إفريقيا وكان هذا الإنجاز رقم قياسي إفريقي وعربي في تلك الفترة.

بداية وفي مارس 1980، شارك منتخب الجزائر في كأس أمم إفريقيا بنيجيريا، وقاد بلومي المنتخب إلى وصوله لنهائي الدورة أمام منتخب نيجيريا في أول مشاركة للجزائر بعد مشاركة دورة 1968، وفاز بلومي بجدارة بجائزة أفضل مهاجم في الدورة.

و في دورة 1982 بليبيا، وصل بلومي مع منتخب الجزائر إلى الدور نصف النهائي، وخسر أمام منتخب غانا بصعوبة في الوقت الإضافي.

و في دورة 1984 بكوت ديفوار، قدم منتخب الجزائر وخاصة لخضر بلومي أحسن مستوى له، فكان له الدور الكبير في احتلال المنتخب المرتبة الثالثة أمام منتخب مصر. وانتُخب بلومي أحسن رقم 10، وثاني أحسن لاعب بعد الكامروني تيوفيل أبيغا، وثالث أحسن هداف في الدورة، وكان أحسن هداف لمنتخب الجزائر. بينما عُين منتخب الجزائر كأحسن فريق في الدورة وفاز بثاني أحسن هجوم بـ8 أهداف وأحسن دفاع بهدف واحد وخرج بدون انهزام.

في دورة 1986 بمصر، غاب بلومي عن الدورة بسبب الإصابة التي تعرض لها في كأس إفريقيا للأندية البطلة في ليبيا في نهاية سنة 1985، وخرج منتخب الجزائر في غياب صانع ألعابه من الدور الأول للنهائيات.
أما في دورة 1988 بالمغرب، فاحتل لخضر بلومي مع منتخب الجزائر المرتبة الثالثة أمام منتخب المغرب بفضل هدف التعادل الذي سجله بلومي في المبارة الترتيبية أمام المغرب وبفضل ضربة الجزاء التي سجلها في ضربات الترجيح. وفاز لخضر بلومي بلقب أحسن هداف رفقة الكاميروني روجيه ميلا، الإفواري عبد الله تراوري والمصري جمال عبد الحميد بهدفين وكانت آخر كأس أمم إفريقيا يلعبها.

#### في منافسات كأس العالم
على مستوى كأس العالم، جاءت تصفيات مونديال 1982، ولكنه تعرض لإصابة كبيرة كانت في بطولة الجزائر ذاك العام في مباراة بين غالي معسكر واتحاد الحراش أبعدته عن الملاعب مدة أربعة أشهر. ولكن عودته جاءت قبيل التصفيات، وكان للخضر بلومي الدور الأكبر في تأهل منتخب الجزائر إلى كأس العالم بإسبانيا، حيث سجل هدف واحد ضد منتخب سيراليون في الدور الأول، هدفين ضد منتخب النيجر في الدور الثالث وسجل في الدور الرابع والأخير هدفين ضد منتخب نيجيريا، الأول في لاجوس حيث فازت الجزائر 2-0، والثاني في مباراة العودة بقسنطينة إضافة إلى أنه مرّر كرة الهدف الثاني لرابح ماجر وفازت الجزائر 2-1 وتأهلت لأول مرة إلى كأس العالم. وعُين بلومي أحسن لاعب في تصفيات منطقة إفريقيا للمونديال، وفي أكتوبر 1981 فاز بذلك بالكرة الذهبية الإفريقية من مجلة فرانس فوتبول، وتلقى حينها عروضا من أكبر الأندية الأوروبية مثل نادي برشلونة الذي فضله على النجم الأرجنتيني دييغو مارادونا، ولكن القانون آنذاك في الجزائر لم يسمح له بالذهاب وفي الأخير قرّر البقاء في بلده حيث أمضى مرة أخرى مع نادي غالي معسكر، وهذا ما أدى بالنادي الإسباني لإمضاء العقد مع مارادونا بعد أن فشل في إقحام بلومي إلى صفوفه.

و في نهائيات مونديال 1982 بإسبانيا، شارك بلومي مع منتخب الجزائر رغم أنه كان متاُثر باضطراب في الفخذ منذ ثلاثة أشهر قبل بداية البطولة، ولكنه قدم مع المنتخب أحسن مشاركة عربية وإفريقية آنذاك، وسجل بلومي هدف تاريخي ضد منتخب ألمانيا بعد 9 تمريرات دون أن يلمسها الألمان ومباشرة بعد هدف تعادلهم. كما فازو على منتخب تشيلي. ولكن لولا تلاعب منتخبي ألمانيا والنمسا في اللقاء الأخير، لمرّت الجزائر إلى الدور الثاني، وهذا اللقاء التلاعبي أدى بتغيير قرار هام في الفيفا بلعب المبارات الأخيرة للدور الأول في أي منافسة ما في نفس الوقت.

ثم جاءت تصفيات مونديال 1986 بالمكسيك، ولكن في 1985 تعرض بلومي لإصابة ثانية خطيرة وشهيرة في طرابلس بليبيا من المدافع الدولي الليبي أبو بكر باني، كانت في إطار الدور الأول لمنافسة كأس أبطال إفريقيا بين غالي معسكر واتحاد طرابلس منعته من اللعب مدة ثمانية أشهر حيث أجرى عملية جراحية في الجزائر ثم في فرنسا، ولم يشارك في الأدوار الأولى للتصفيات، كما غاب عن نهائيات كأس أمم إفريقيا 1986 بمصر، ولكن عودته في تصفيات المونديال كانت في الوقت المناسب، في لقاء الدور الأخير أمام منتخب تونس حيث قاد المنتخب للفوز على تونس بـ4-1 في تونس العاصمة وبـ3-0 في الجزائر العاصمة، تبعها التأهل الثاني على التوالي للجزائر. أصيب بعدها بلومي مجددا في البطولة الوطنية، ولم يعد إلا في شهر أبريل 1986 على بُعد شهريين من كأس العالم، وشارك في المونديال حيث قدم منتخب الجزائر لقاء تاريخي أمام برازيل زيكو وسقراط.

و أخيرا جاءت تصفيات مونديال 1990 بإيطاليا، ووصل بلومي مع المنتخب إلى الدور الأخير من جديد وللمرة الثالثة على التوالي، ولكنهم خرجو في هذا الدور ضد منتخب مصر، ولعب بلومي آنذاك آخر مباراة دولية له في القاهرة في لقاء العودة، كانت يوم 17 نوفمبر 1989.

### مباريات ودية شهيرة
أخيرا للخضر بلومي العديد من اللقاءات الودية التاريخية، أبرزها اللقاء التاريخي بين منتخب نجوم العالم ومنتخب نجوم أوروبا الذي أقيم بنيو يورك في جويلية 1982. وكان اللاعب العربي والإفريقي الوحيد الذي استُدعي فيه، كما كان له الشرف أن يحمل رقم 10 في وجود دييغو مارادونا وزيكو. وسجل بلومي هدف رائع في تلك المباراة ضد بطل العالم الحارس الإيطالي دينو زوف كما أنه مرر كرة الهدف الثاني الذي سجله البرازيلي زيكو. وبعد انتهاء المبارة، توجه إليه الجوهرة السوداء بيليه الذي شاهد اللقاء، وقال له «أنت لاعب كبير».

إستُدعي أيضا في المبارة الكبيرة مع منتخب العرب ضد منتخب أندية هولندا في الدوحة بقطر سنة 1982، وكان من نجوم المبارة حيث سجل آنذاك هدفين رائعين، وانتهى اللقاء بفوز العرب 4-1.

كما لا ننسى مباراة الجزائر ضد نادي يوفنتوس تورينو الإيطالي والتي جرت بالجزائر العاصمة سنة 1985، حيث كان لقاء لخضر بلومي ضد ميشيل بلاتيني، وكان آنذاك بلومي وحده فاز على اليوفي بـ3-2، واندهش مسيرو النادي ببلومي بما فيهم بلاتيني وأرادو ضمه إلى النادي، ولكن حادثة إصابته بليبيا في كأس أبطال إفريقيا أوقفت هذا العقد.

### نهاية مسيرته كلاعب
دوليا أنهى لخضر بلومي ممارسته الكرة بمشاركته مع منتخب الجزائر داخل الصالة في بطولة العالم داخل الصالة 1989 التي جرت بهولندا واستطاع بلومي تسجيل هدف في المبارة الدور الأول ضد منتخب الدنمارك كانت في الدقيقة 10.
أما محليا، فبعد مشوار طويل في الكرة أنهى لخضر بلومي مشواره الكروي مع فريقه الأول غالي معسكر قادما من فريقه الثاني مولودية وهران ولعب مع غالي معسكر من موسم 1994 إلى 1999 حين بلغ السن الـ40، السنة التي اعتزل فيها اللعب نهائيا.
كما لا ننسى تتويجه مع منتخب الجزائر بجائزة أحسن منتخب إفريقي في التمانينات بعد النتائج والمستوى العالي الذي قدمه المنتخب طوال العشر سنوات، كان ترتيبه إفريقيا رابعا على الأقل في كل سنة وفاز بالمرتبة الأولى أعوام 1980، 1981 و1982 على التوالي.
نذكر أنه سنة 2008 بمناسبة كأس أمم إفريقيا بغانا، حصل بلومي من الكاف على جائزة استحقاق لمشواره الكروي المتميز، وهي جائزة فريدة من نوعها.

### إتجاهه إلى التدريب
إتجه لخضر بلومي بعدها إلى التدريب، حيث حصل على دبلوم في التدريب من الاتحادين الدولي (الفيفا) والألماني بعد أن خضع لدورة لمدة سنتين، ودرب بعدها كل من مولودية وهران، اتحاد بلعباس، نادي أم صلال القطري، وعمل أيضا كمساعد مدرب منتخب الجزائر مع علي فرقاني، وأخيرا كمدرب لغالي معسكر، وهو الآن مستشار فني لنادي مولودية وهران. 

وإضافة إلى ذلك يقوم لخضر بلومي بنشاط توعوي في أوساط الشباب، فهو يتجول عادة في المدارس والكليات ليحثهم على ممارسة الرياضة والابتعاد عن الآفات الاجتماعية.

### تسوية قضية 17 نوفمبر 1989 بالقاهرة
حينما نغوص في تاريخ المواجهات بين مصر والجزائر، يستوقفنا لقاء القاهرة ليوم 17 نوفمبر 1989 في إطار لقاء الإياب من الدور الأخير لتصفيات مونديال إيطاليا 1990. بداية جرى لقاء الذهاب بقسنطينة بالجزائر وانتهى بالتعادل السلبي للمنتخبين، ثم جاء لقاء العودة بالقاهرة بمصر، ولكن هذه المبارة جرت فيها أحداث سببت أهم خلاف بين البلدين الشقيقين الجزائر ومصر.
ومن أهم هذه الأحداث، هي إصابة أحد المناصرين المصريين، السيد أحمد عبد المنعم (طبيب المهنة) بفقى عينه، هذا بعد احتكاكات جرت بين الوفد الجزائري والمناصرين المصريين في نزل الشيراتون بالقاهرة.
الصحافة والجهة الرسمية المصرية تكلمت أن الوفد الجزائري بعد هزيمته 1-0 أماما المنتخب المصري، اعتدى على المناصرين المصريين الذين كانو موجودين في النزل الذي كان يقيم فيه، بينما قام أبرز اللاعبين الجزائريين لخضر بلومي بفقئ عين السيد أحمد عبد المنعم.
أما الصحافة والجهة الرسمية الجزائرية فكان لها رأي آخر، وقالت أن هذا افتعال من الطرف المصري لتبرير ما جرى من حوادث بما فيها المضايقات التي تعرض لها منتخب الجزائر في القاهرة وكدى انحياز الحكم علي بن ناصر في المبارة. وأن لخضر بلومي اُسْتُهْدِفَ كونه أعظم لاعب جزائري.
أما عن تفاصيل حادثة فقئ عين السيد أحمد عبد المنعم، فتكلمت الجهة الجزائرية أنه بعد المبارة، دخل وفد المنتخب الجزائري إلى فندق الشيراطون الذي كان يُقيم فيه، ولكنه وجد مناصرين مصريين عدة في غرفة الاستقبال بينما كان من المفروض أن يكون آمنا، وكان في غرفة الاستقبال السيد أحمد عبد المنعم، فحدثت اشتباكات بين المناصرين المصريين وبعض لاعبي منتخب الجزائر مما أدى بالحارس الثاني لمنتخب الجزائر كمال قادري عن غير قصد إلى فقئ عين السيد أحمد عبد المنعم وإصابته بالتالي بعاهة مستديمة. أما البعض الآخر من اللاعبين بما فيهم الإيطار الفني بزعامة المدرب عبد الحميد كرمالي، فكانو في الطابق الأعلى في غرفهم بما فيهم اللاعب لخضر بلومي. لكن الشرطة عند وصولها أمرت القبض على لخضر بلومي، فطالبت النيابة المصرية إحضاره لاستجوابه في قسم الشرطة، وفي العاشرة ليلا وصل النائب العام للشرطة إلى الفندق لاصطحاب بلومي الي قصر العدالة، لكن رئيس الوفد الجزائري رفض السماح للشرطة بإيقافه من الفندق والذي كان يقيم فيه أيضا السفير الجزائري، وهو ما تم الاستجابة اليه بعد تدخل مدير الفندق. وبعد حضور السفير الجزائري واطلاعه تفاصيل القضية المنسوبة ضد بلومي، اقترحت الشرطة المصرية بضرورة مغادرة بلومي مصر في مدة لا تتجاوز 6 ساعات وإلا سوف تقبض عليه، لكن السفير الجزائري رفض هذا الاقتراح وقال أن بلومي لن يرحل الا بمعية كامل البعثة. وبعد المفاوضات بين النائب العام ورئيس الوفد. اُسْتُمِع إلي أقوال بلومي في المستشفي الفلسطيني. ولكن في صبيحة اليوم الموالي كتبت الصحافة المصرية أنه رُفِّعَت دعوة قضائية ضد بلومي وأن هذا الأخير سيذلي بأقواله أمام النائب العام للشرطة. وبعدها أُصدر حكما بدفع 50 ألف دولار ككفالة ليتمكن بلومي من مغادرة التراب المصري.
لكن في مارس 1994، أعاد القضاء المصري فتح القضية، وطلب من الانتربول إحضار بلومي إلقاء القبض وتقديمه للعدالة لمحاكمته، وخرج هذا القرار للتطبيق عام 2006 أدى بمنعه من مغادرة التراب الجزائري. هذا القرار الأخير أدى إلى تدخل السلطات العليا للجزائر لحل هذه القضية، على رأسها الرئيس عبد العزيز بوتفليقة. وفي عام 2009، أُصْدِر قرار بإسقاط الحكم والعفو نهائيا عن لخضر بلومي أمام القضاء المصري بعد أن تقدمت دولة الجزائر باعتذار رسمي لفقئ عين السيد عبد المنعم، أدى بتنازل هذا الأخير عن حقوقه وسحب قضيته ضد لخضر بلومي الذي كان في الحقيقة بريئا من هذه التهمة، وإسقاط الحكم أمام الإنتربول خلال الجمعية العامة للمنظمة التي إنعقدت في الفترة من 16 إلى 22 سبتمبر بمدينة ساوباولو البرازيلية بمشاركة 186 دولة. يذكر أن بلومي أصر دوما أنه بريء طيلة الـ20 سنة. وبعد إسقاط هذا القرار، كانت أول خرجة للخضر بلومي خارج الجزائر إلى البقاع المقدسة بالعربية السعودية لأداء العمرة، وهذا ما كان قد وعد ووفى به.
- حقيقة قضية بلومي 1989 بالقاهرة - حوار وائل الأبراشي مع لخضر بلومي في قناة دريم المصرية (1) على يوتيوب(2) على يوتيوب(3) على يوتيوب(4) على يوتيوب(5) على يوتيوب(6) على يوتيوب

## إنجازات

### شخصية

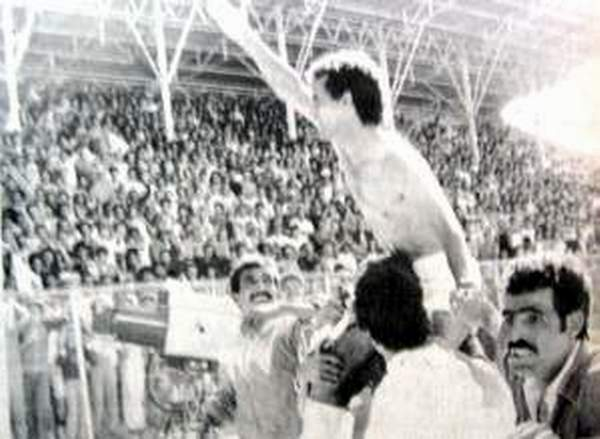
لخضر بلومي بطل الجزائر مع غالي معسكر 1984

- أحسن هداف البطولة الجزائرية عام 1978 مع نادي مولودية وهران بـ11 هدف.
- حائز على جائزة الذب رمز دورة ألعاب البحر المتوسط بسبليت 1979 كثالث أحسن لاعب في الدورة.
- جائزة أفضل مهاجم لكأس أمم إفريقيا 1980 بنيجيريا.
- جائزة الكرة الذهبية الإفريقية كأفضل لاعب إفريقي سنة 1981.
- أفضل رياضي إفريقي في استفتاء عام 1981.
- ثالث أفضل لاعب إفريقي سنة 1982.
- ثالث أحسن هداف كأس أمم إفريقيا 1984 بكوت ديفوار بهدفين.
- ثاني أفضل لاعب في كأس أمم إفريقيا 1984 بكوت ديفوار.
- أحسن هداف كأس أمم إفريقيا 1988 بالمغرب رفقة روجيه ميلا، عبد الله تراوري وجمال عبد الحميد بهدفين.
- صاحب أكبر عدد من المشاركات مع منتخب الجزائر بـ147 مباراة دولية (مباريات المُعترف وغير المُعترف بها من الفيفا).
- ثاني أحسن هداف منتخب الجزائر في كل الأوقات بـ34 هدف (وراء عبد الحفيظ تاسفاوت بـ35 هدف).
- رابع أفضل لاعب إفريقي في القرن الـ20 حسب تصنيف الكاف (أفضل لاعب عربي إفريقي في القرن الـ20).
- مرتبة 62 كأفضل لاعب في العالم في القرن الـ20 حسب تصنيف الفيفا مع رابح ماجر (أفضل لاعب عربي في القرن الـ20 مع رابح ماجر).
- جائزة الاستحقاق من الاتحاد الأفريقي لكرة القدم لمشواره الكروي المتميز (2008).
- وسام الاستحقاق الرياضي من جريدة الشروق الجزائرية لمشواره الكروي الكبير (2008).
- جائزة أفضل لاعب جزائري في القرن الـ20 مع رابح ماجر حسب جريدة الهداف الجزائرية (2009).

### مع النوادي
- بطل الدوري الجزائري مرتين عام 1984 مع غالي معسكر و1988 مع مولودية وهران.
- وصيف بطل الدوري الجزائري مرتين عام 1987 و1990 مع مولودية وهران.
- وصيف بطل دوري أبطال إفريقيا عام 1989 مع مولودية وهران.
- أفضل نادي في دوري أبطال إفريقيا عام 1989 مع مولودية وهران.
- أفضل نادي إفريقي عام 1989 مع مولودية وهران.
- وصيف بطل دوري أبطال العرب 2001 بالدوحة مع مولودية وهران (مدرب).

### مع منتخبالجزائر
- ميدالية برونزية في دورة ألعاب البحر المتوسط 1979 بسبليت.
- وصيف بطل كأس أمم إفريقيا 1980 بنيجيريا.
- مشاركة في دورة الألعاب الأولمبية 1980 بموسكو (الدور ربع النهائي).
- مشاركة في كأس العالم مرتين في 1982 بإسبانيا و1986 بالمكسيك.
- مشاركة في بطولة العالم داخل الصالة 1989 بهولندا.
- مرتبة ثالثة في كأس الأمم الأفريقية مرتين 1984 بكوت ديفوار و1988 بالمغرب.
- أفضل منتخب في كأس أمم إفريقيا 1984 بكوت ديفوار.
- مرتبة أولى كأفضل منتخب إفريقي للسنة ثلاث مرات أعوام 1980، 1981 و1982.[22]
- أفضل منتخب إفريقي في الثمانينات حسب تصنيف الفيفا.

## ماذا قال عنه نجوم كرة القدم
هذا ما قال عنه بعض نجوم كرة القدم من لاعبين، مدربين وصحفيين.
- بيليه : لو كان بلومي يلعب مع منتخب السامبا لاستطاع الفريق البرازيلي الفوز بكأسي العالم 1982 بإسبانيا و1986 بالمكسيك.
- بيليه : بلومي لاعب كبير.
- زيكو وسقراط : إنه من دهاة القرن في عالم كرة القدم.
- خورخي فالدانو : أعتقد أن لخضر بلومي يمتلك عينان في كل مكان.
- إيلينيو هيريرا (مدرب أرجنتيني): بلومي هو واحد من أفضل اللاعبين رقم 10 في العالم.
- فرانز بيكنباور : لقد لعبت ضد مارادونا، بلاتيني وروبيرتو باجيو لكن أكثر لاعب رأيته يفعل أمورا لا يمكن وصفها كان لخضر بلومي.
- ميشيل بلاتيني : بلومي لاعب رائع وأنا معجب به كثيرا، مكانته في أوروبا.
- روبيرت فيرن (صحفي مجلة فرانس فوتبول): لا فرق بين بلومي وبلاتيني أو مارادونا لأنه أكثر قدرة على الحركة من الأرجنتيني، أكثر مقاتل من الفرنسي، صاحب فنيات مثل الأول كما أنه متحمس، ذكي ودقيق مثل الثاني.
- ريمون دومينيك : كم هو رائع هذا صانع الألعاب، إنه حقا بمثابة أربع مهاجمين.
- رشيد مخلوفي (أول مدرب في المنتخب له): في أول مباراة دولية له ضد منتخب ملاوي، طلبت منه أن يلعب كما يعرف، لم أكن بحاجة إلى توجيهه، لم يكن شيء غير ضروري في لعبه.
- رابح سعدان : دماغ بلومي هو عبارة عن كرة قدم.
- الصادق الآغا (أول مدرب له): عنذ رأيته لأول مرة، أدركت أنني لن أقدم له شيئا عنذما رأيت حركاته التقنية، بل حدث العكس.
- نور الدين سعدي (مدرب جزائري): كنت أرى بلومي يلعب فوق الميدان، وعندما أرى زين الدين زيدان يلعب، لا أجد فرقا بينهما.
- رابح ماجر : عندما أرى الكرة عند لخضر فإني أجري لا إراديا ودون تفكير.. لأني أعلم أنه سيرسل الكرة إلى المكان الذي أريده تماما.
- محمد قاسي سعيد : لخضر بلومي هو مثل ضابط شرطة المرور، معه تسهل حركة المرور، في غيابه تعم الفوضى والاختناقات المرورية.
- جمال مناد : مع بلومي، أي شخص لعب قليلا الكرة يمكنه أن يتحول إلى هداف هائل.
- عزيز بودربالة : لخضر بلومي هو ظاهرة في كرة القدم المغاربية والعربية.
- نبيل معلول : من الصعب الفوز على منتخب يمتلك عبقري مثل لخضر بلومي.
- بيليما كيغوما (مدرب منتخب الزائير سابقا): بلومي لاعب كبير، وكأنه ليس أفريقي بل برازيلي.

## أهداف لخضر بلومي معمنتخب الجزائر
أهداف لخضر بلومي الدولية مع منتخب الجزائر عبر مشواره الكبير والطويل.
| الهدف | التوقيت  | التاريخ        | المكان          | المبارة                           | البطولة                       | الدور             |
| ----- | -------- | -------------- | --------------- | --------------------------------- | ----------------------------- | ----------------- |
| -     | 8'       | 17 أكتوبر 1978 | قسنطينة         | الجزائر 3 - 0 الكونغو             | مبارة ودية                    |                   |
| -     | 1'       | 6 أبريل 1979   | الجزائر العاصمة | الجزائر 1 - 0 مالي                | تصفيات الألعاب الأولمبية 1980 | الدور الأول       |
| -     | 20'      | 24 يونيو 1979  | الجزائر العاصمة | الجزائر 3 - 1 ليبيا               | تصفيات كأس أمم إفريقيا 1980   | الدور الثاني      |
| -     | 32'      | 27 سبتمبر 1979 | سبليت           | يوغوسلافيا 3 - 2 الجزائر          | ألعاب البحر المتوسط 1979      | نصف النهائي       |
| -     | 10'      | 29 سبتمبر 1979 | سبليت           | الجزائر 2 - 1 اليونان             | ألعاب البحر المتوسط 1979      | المبارة الترتيبية |
| -     | 44'      | 29 نوفمبر 1979 | البليدة         | الجزائر 2 - 0 بالتيك غدينيا       | مبارة ودية                    |                   |
| -     | 40'      | 21 ديسمبر 1979 | الجزائر العاصمة | الجزائر 3 - 0 المغرب              | تصفيات الألعاب الأولمبية 1980 | الدور الثاني      |
| -     | 90'      | 13 مارس 1980   | إيبادان         | الجزائر 1 - 0 المغرب              | كأس أمم إفريقيا 1980          | الدور الأول       |
| -     | 37'      | 16 مارس 1980   | إيبادان         | الجزائر 3 - 2 غينيا               | كأس أمم إفريقيا 1980          | الدور الأول       |
| -     | 85'      | 31 ماي 1980    | فريتاون         | سيراليون 2 - 2 الجزائر            | تصفيات كأس العالم 1982        | الدور الأول       |
| -     | 42'      | 20 يوليو 1980  | مينسك           | الجزائر 3 - 0 سوريا               | الألعاب الأولمبية 1980        | الدور الأول       |
| -     | 63'      | 24 يوليو 1980  | مينسك           | إسبانيا 1 - 1 الجزائر             | الألعاب الأولمبية 1980        | الدور الأول       |
| -     | 46' و78' | 1 مايو 1981    | قسنطينة         | الجزائر 4 - 0 النيجر              | تصفيات كأس العالم 1982        | الدور الثالث      |
| -     | 53' و56' | 30 أغسطس 1981  | وهران           | الجزائر 7 - 0 بوركينا فاسو        | تصفيات كأس أمم إفريقيا 1982   | الدور الثاني      |
| -     | 34'      | 10 أكتوبر 1981 | لاغوس           | نيجيريا 0 - 2 الجزائر             | تصفيات كأس العالم 1982        | الدور الرابع      |
| -     | 9'       | 30 أكتوبر 1981 | قسنطينة         | الجزائر 2 - 1 نيجيريا             | تصفيات كأس العالم 1982        | الدور الرابع      |
| -     | ...'     | 5 يناير 1982   | بريست           | نادي بريست 0 - 3 الجزائر          | مبارة ودية                    |                   |
| -     | ...'     | 11 فبراير 1982 | ثلاث نقاط       | إسبانيا 0 - 2 الجزائر             | مبارة ودية                    |                   |
| -     | 75'      | 23 مايو 1982   | ليون            | أولمبيك ليون 1 - 2 الجزائر        | مبارة ودية                    |                   |
| -     | 69'      | 16 يونيو 1982  | خيخون           | ألمانيا 1 - 2 الجزائر             | كأس العالم 1982               | الدور الأول       |
| -     | 38'      | 5 أغسطس 1983   | باريس           | راسينغ باريس 0 - 1 الجزائر        | مبارة ودية                    |                   |
| -     | 36'      | 11 سبتمبر 1983 | الدار البيضاء   | تونس 3 - 2 الجزائر                | ألعاب البحر المتوسط 1983      | الدور الأول       |
| -     | 16'      | 28 أكتوبر 1983 | الجزائر العاصمة | الجزائر 2 - 0 ليبيا               | تصفيات الألعاب الأولمبية 1984 | الدور الثاني      |
| -     | 52'      | 1 فبراير 1984  | الجزائر العاصمة | الجزائر 2 - 1 كارل زايس يينا      | مبارة ودية                    |                   |
| -     | 36'      | 5 مارس 1984    | بواكي           | الجزائر 3 - 0 مالاوي              | كأس أمم إفريقيا 1984          | الدور الأول       |
| -     | 71'      | 17 مارس 1984   | أبيدجان         | الجزائر 3 - 1 مصر                 | كأس أمم إفريقيا 1984          | المبارة الترتيبية |
| -     | 85'      | 10 أكتوبر 1984 | لايبزيغ         | ألمانيا الشرقية 5 - 2 الجزائر     | مبارة ودية                    |                   |
| -     | 6' (ر.ج) | 8 مارس 1985    | الجزائر العاصمة | الجزائر 4 - 0 موريتانيا           | تصفيات كأس أمم إفريقيا 1986   | الدور الأول       |
| -     | 68'      | 14 ديسمبر 1986 | الجزائر العاصمة | الجزائر 2 - 1 ساحل العاج          | مبارة ودية                    |                   |
| -     | 18'      | 11 يناير 1987  | تونس العاصمة    | تونس 0 - 2 الجزائر                | تصفيات الألعاب الإفريقية 1987 | الدور الأول       |
| -     | 16'      | 5 فبراير 1987  | الجزائر العاصمة | الجزائر 2 - 1 نادي فيديوتون       | مبارة ودية                    |                   |
| -     | 19'      | 13 مارس 1988   | الدار البيضاء   | الجزائر 1 - 1 ساحل العاج          | كأس أمم إفريقيا 1988          | الدور الأول       |
| -     | 87'      | 26 مارس 1988   | الدار البيضاء   | المغرب 1 - 1 (ر.ت: 3 - 4) الجزائر | كأس أمم إفريقيا 1988          | المبارة الترتيبية |